# Mimi Shorp
Mimi Shorp, född 9 augusti 1905, död 24 november 1974, var en österrikisk skådespelare och sångare.

## Filmografi (urval)
- 1938 – Geld fällt vom Himmel